# Anna Sluijter
Johanna Jozina Helena (Anna) Sluijter (Amsterdam, 5 december 1866 – Laren, 7 december 1931) was een Nederlands schilder, illustrator en fotograaf.

## Leven en werk
Anna Sluijter was een dochter van boekhouder Ernst Willem Gabriel Sluijter (1834-1920) en Helena Wittpen (1835-1920). Over haar opleiding is niets bekend. Ze exposeerde vanaf begin jaren 1890. Sluijter schilderde geabstraheerde landschappen en illustreerde onder meer bladmuziek. Ze woonde en werkte onder andere in Amsterdam, Blaricum en Laren en was lid van De Onafhankelijken en de Vereeniging voor Vrouwenkiesrecht. 
Van 1896 tot 1897 had Sluijter met Charlotte Boom-Pothuis een eigen fotoatelier, aan de Singel in Amsterdam, onder de naam 'Dames Sluijter & Boom'. Het was waarschijnlijk het eerste door vrouwen gedreven fotoatelier in Amsterdam.
Sluijter overleed in 1931, kort na haar 65e verjaardag. Ze werd begraven op de Nieuwe Oosterbegraafplaats in Amsterdam. In een in memoriam wordt ze gekenschetst als iemand die "de natuur en de dingen zag met voor kleur en stemming gevoelige oogen en deze kleur en stemming ook op den beschouwer, in háár vertolking, wist over te dragen."

## Enkele werken

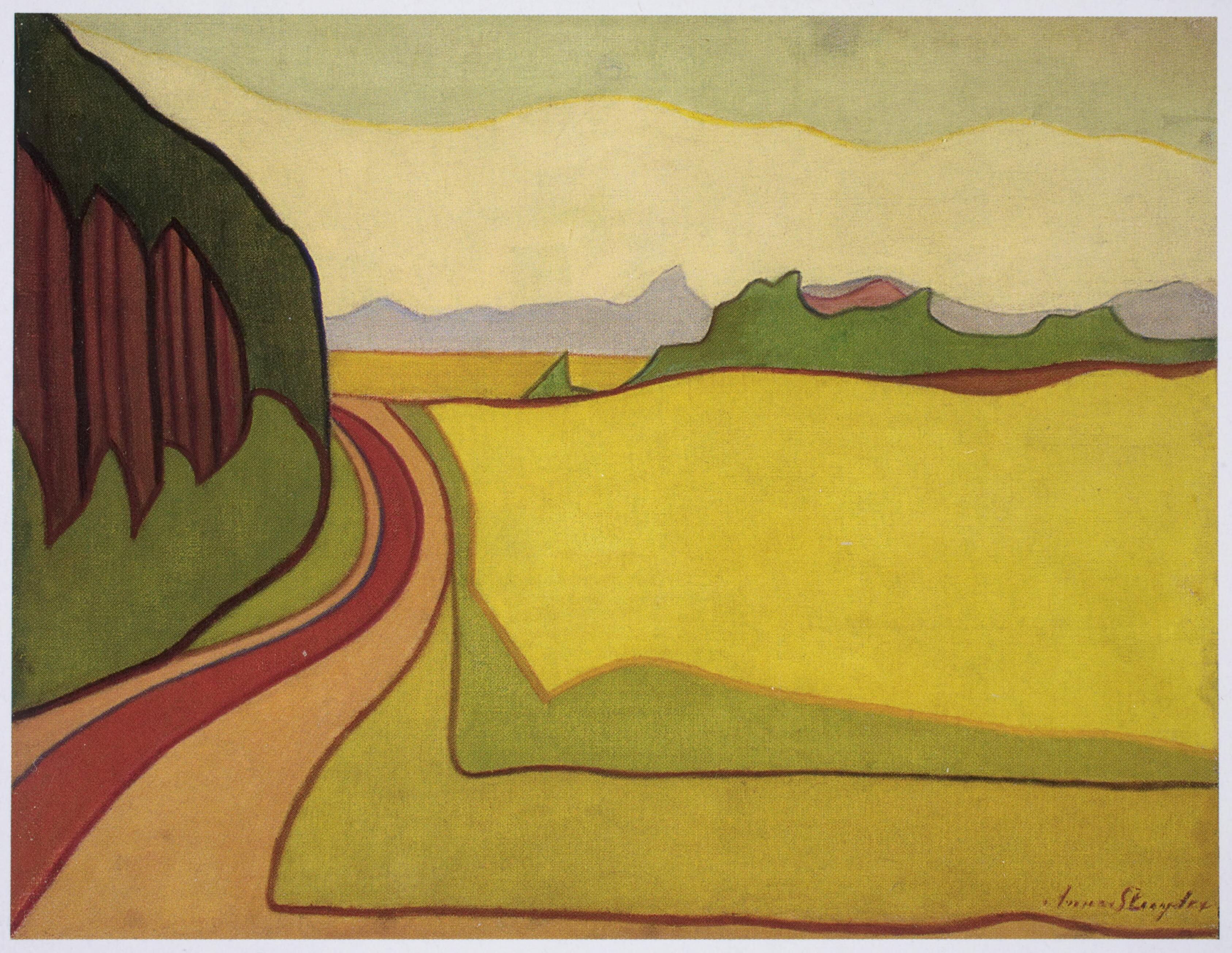
Landweg Blaricum, ca. 1914
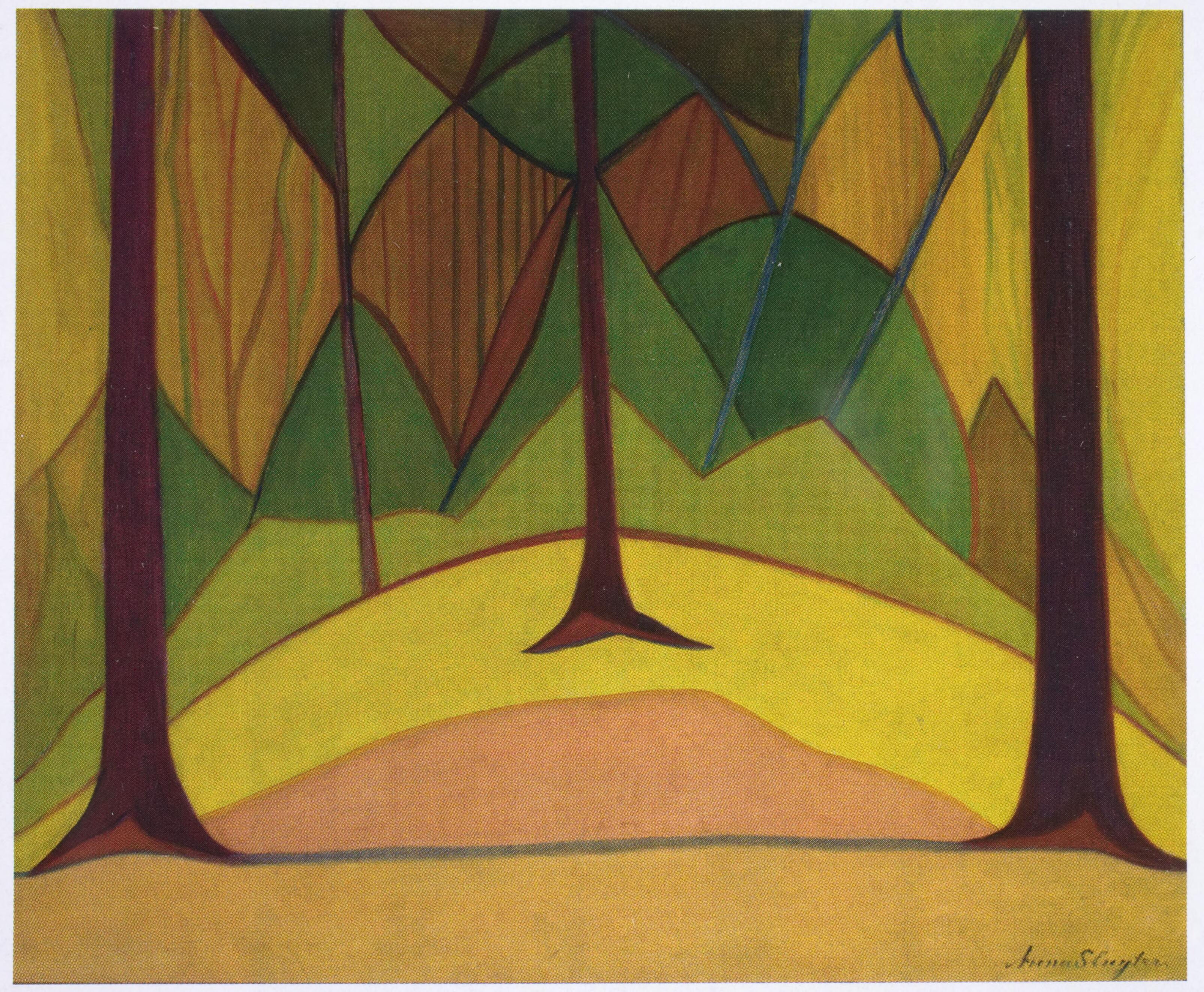
Bosgezicht, ca. 1914